# مهدي خالص
مهدي خالص (6 يناير 1989 في فرنسا - ) هو لاعب كرة قدم مغربي في مركز الدفاع . شارك مع منتخب المغرب تحت 20 سنة لكرة القدم ومنتخب المغرب تحت 23 سنة لكرة القدم. أما مع النوادي، فقد لعب مع نادي الفتح الرياضي ونادي فالكيرك ونادي نيور وJA Drancy ‏.

## وصلات خارجية
- مهدي خالص على موقع رابطة كرة القدم الفرنسية للمحترفين (الإنجليزية)
- مهدي خالص على موقع قاعدة بيانات كرة القدم.إي يو (الإنجليزية)
- مهدي خالص على موقع Soccerway.com (الإنجليزية)